# Golfvergelijking
De golfvergelijking beschrijft het verloop van een golf in tijd en ruimte. De vergelijking behoort tot de klasse van elementaire partiële differentiaalvergelijkingen. Ze vindt toepassing in verscheidene wiskundige en natuurkundige disciplines: de akoestiek (geluidsgolven), elektromagnetisme (elektromagnetische straling, golfverschijnselen op transmissielijnen of in hoogfrequent componenten) en vloeistofdynamica. 
Varianten van de vergelijking worden ook gebruikt in de kwantummechanica en algemene relativiteitstheorie.
De algemene vorm van de golfvergelijking voor een scalaire grootheid in {\displaystyle n} dimensies is:
{\displaystyle {\frac {1}{c^{2}}}{\partial ^{2}u \over \partial t^{2}}=\Delta u}
Daarin is {\displaystyle \Delta } de Laplace-operator: 
{\displaystyle \Delta u=\sum _{i=1}^{n}{\frac {\partial ^{2}u}{\partial x_{i}^{2}}}}
Men schrijft de vergelijking ook wel met de nabla-operator {\displaystyle \nabla }, waarvoor geldt:
{\displaystyle \Delta =\nabla ^{2}}
Zo heeft de golfvergelijking in het tweedimensionale vlak de volgende vorm:
{\displaystyle {\partial ^{2}u \over \partial t^{2}}=c^{2}\left({\partial ^{2}u \over \partial x^{2}}+{\partial ^{2}u \over \partial y^{2}}\right)}
Indien de golf zich driedimensionaal kan voortplanten, verandert de formule logischerwijze:
{\displaystyle {\partial ^{2}u \over \partial t^{2}}=c^{2}\left({\partial ^{2}u \over \partial x^{2}}+{\partial ^{2}u \over \partial y^{2}}+{\partial ^{2}u \over \partial z^{2}}\right)}

De voortplantingssnelheid {\displaystyle c} is veelal constant, doch indien deze afhankelijk is van de golflengte, dient ze vervangen te worden door de fasesnelheid:
{\displaystyle v_{\mathrm {p} }={\frac {\omega }{k}}}